# Pfarrhaus (Könghausen)

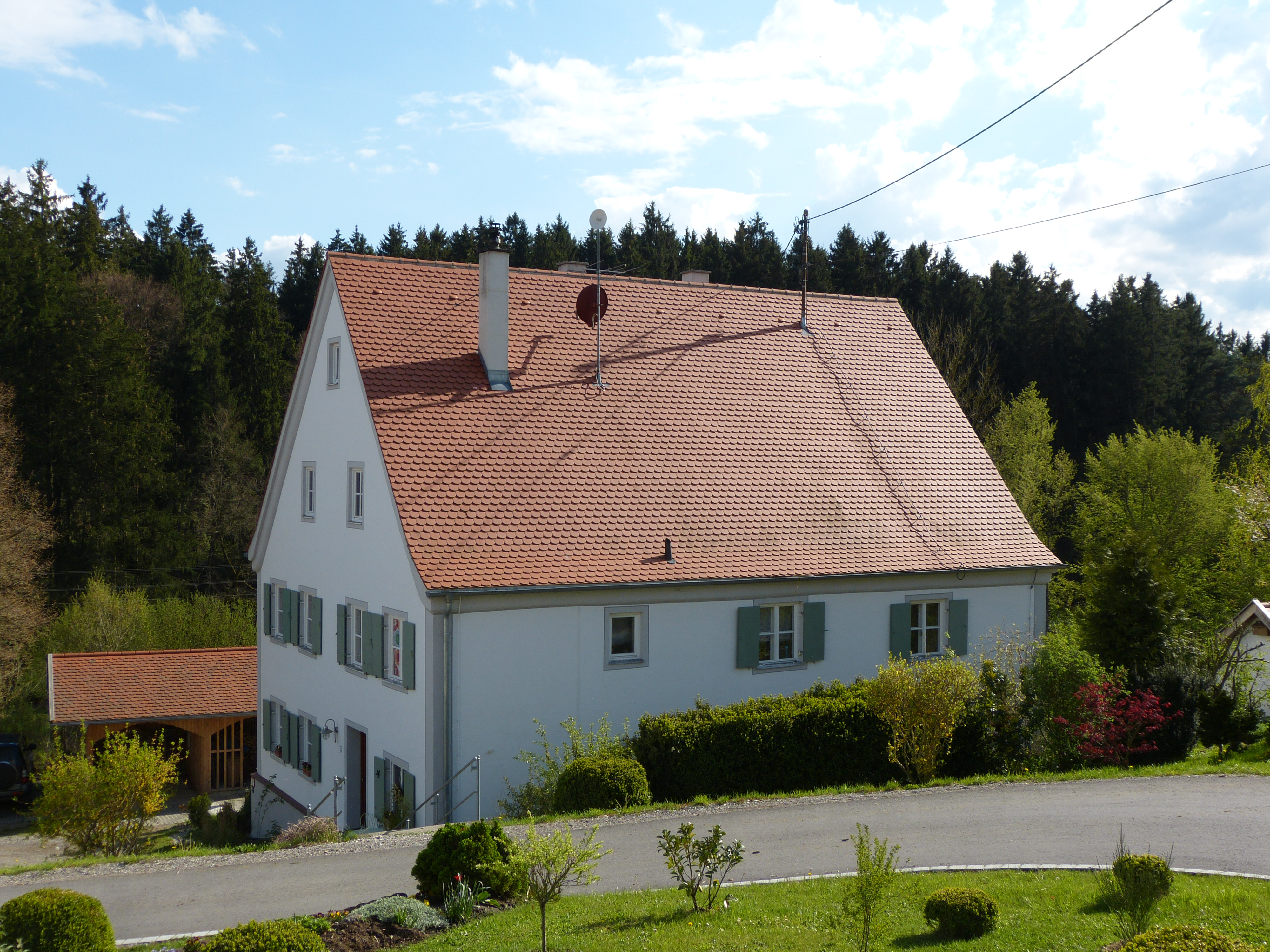
Pfarrhaus in Könghausen

Das Pfarrhaus in Könghausen, einem Gemeindeteil von Eppishausen im Landkreis Unterallgäu in Bayern, wurde 1722 errichtet. Das Pfarrhaus in der Nähe der Schulstraße ist ein geschütztes Baudenkmal.

## Beschreibung
Der zweigeschossige Satteldachbau wurde 1722 errichtet und 1965 erneuert. Das Gebäude besteht aus fünf zu vier Fensterachsen. Sowohl die Giebelschrägen, wie auch das Traufgesims sind schlicht profiliert. Ehemals befand sich der Haupteingang an der südlichen Fassade in der breiteren Mittelachse. Im Inneren ist teilweise noch Stuck aus dem 18. Jahrhundert erhalten. Das südöstliche Zimmer im Obergeschoss besitzt eine Flachdecke mit Stuckprofil über einer niedrigen Kehle. In der Mitte der Flachdecke ist ein Kreisring mit der Inschrift IHS vorhanden, der von Schweifrahmen umgeben ist. Im nördlich anschließenden Zimmer mit nur einem Fenster ist eine Spiegeldecke mit schlichtem Rahmenstuck vorhanden. Gleiches findet sich auch im westlichen Zimmer des Obergeschosses.

## Innenausstattung
Gefasste Holzfiguren aus dem 18. Jahrhundert sind im Pfarrhaus aufgestellt. Dies sind eine kleine Figur der Muttergottes von Altötting, ein Kruzifix auf Sockel mit Putten und Herz Jesu, ein Auferstehungsheiland, ein Grabchristus und ein Torso eines großen Kruzifixus. In einem Schrein aus der Mitte des 18. Jahrhunderts ist ein Prager Jesulein aus Wachs in Ornat vorhanden. Das Gemälde mit der heiligen Familie ist mit I. Menrad 1908 bezeichnet. Aus einem Apostelzyklus stammen zwei Bilder der Apostel Petrus und Paulus. Der Zyklus stammt aus der Mitte des 18. Jahrhunderts.

## Marienklause

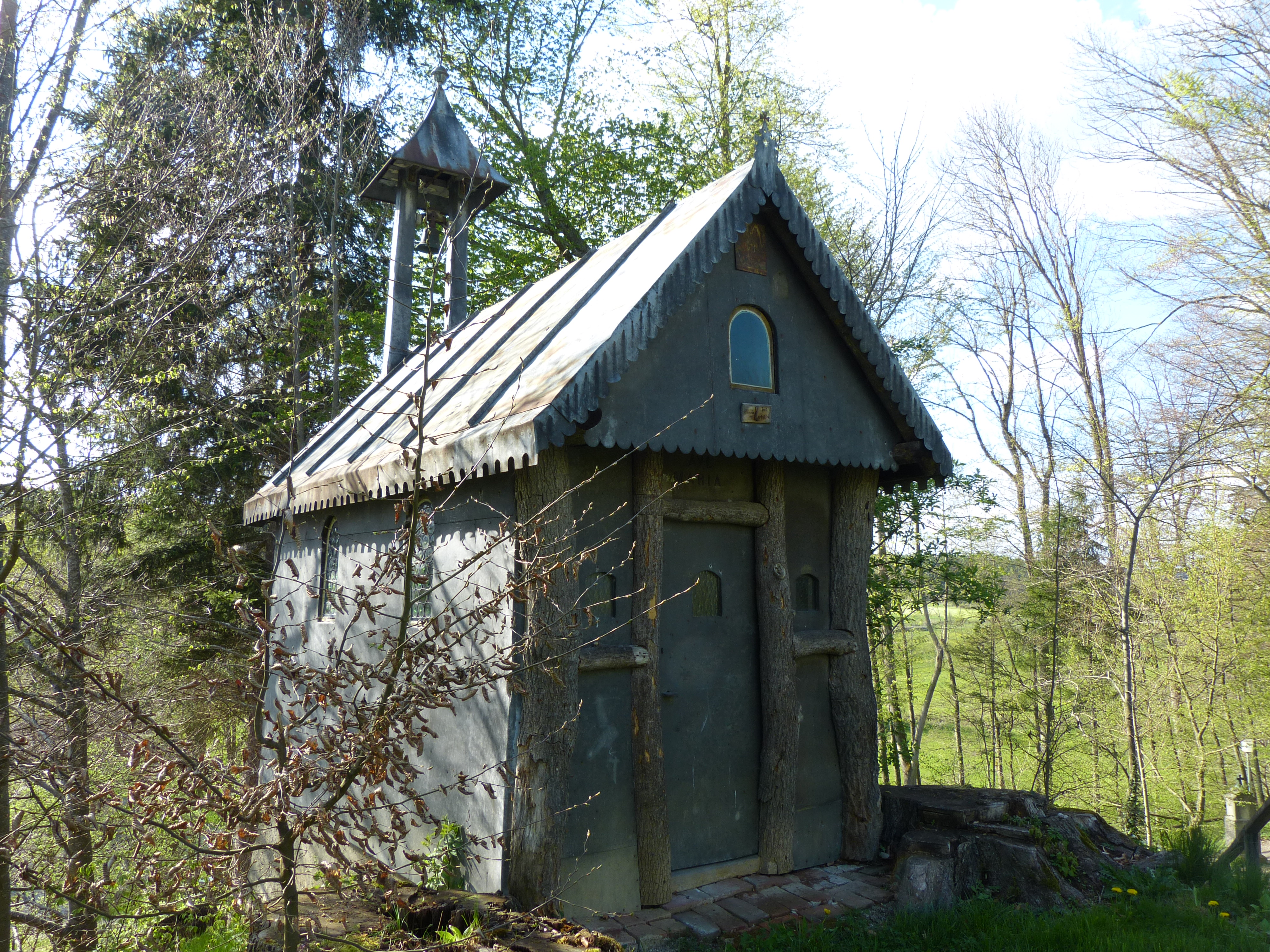
Marienklause

Im Garten, am Westrand des Geländes des Pfarrhauses, steht eine aus Baumstämmen und Rinde gebaute Marienklause. Diese wurde 1890 erbaut. An beiden Seiten sind kleine, rundbogige, Butzenscheibenfenster eingesetzt. Auf dem Dach der Marienklause ist ein kleiner Glockenstuhl mit Spitzhelm.